# Asplenium uniseriale
Asplenium uniseriale là một loài thực vật có mạch trong họ Aspleniaceae. Loài này được Raddi miêu tả khoa học đầu tiên năm 1819.